# Bobby Timmons
Pour les articles homonymes, voir Timmons.
Robert Henry “Bobby” Timmons (né le 19 décembre 1935 à Philadelphie, et mort le 1er mars 1974 à New York), est un pianiste, vibraphoniste et compositeur de jazz américain. On lui doit notamment les standards Moanin’, Dat Dere, et This Here.

## Biographie
Bobby Timmons naît en 1935 en Philadelphie et est élevé par son grand-père, responsable dans une église. Timmons commence le piano à l’âge de 6 ans, prend des cours à 8 ans avec un oncle professeur de musique classique, et joue bientôt en tant qu’organiste dans l’église de son grand-père, ce qui explique les fortes influences Gospel de son jeu. Il commence sa carrière à l’âge de 19 ans, se fait rapidement remarquer et arrive sur le devant de la scène jazz à la fin des années 1950. En effet, après des périodes avec Kenny Dorham puis Chet Baker il se joint aux Jazz Messengers d'Art Blakey en 1958, le début d’une période prolifique. Il y écrit sa célèbre composition Moanin’ qui deviendra non seulement le morceau phare des Messengers et du pianiste mais aussi un standard de jazz souvent repris.
Il rejoint ensuite le quintet de Cannonball Adderley pour de nouveaux succès critiques et commerciaux. C’est au sein de cette formation qu’il composera ses deux autres morceaux célèbres, Dat Dere et This Here. De retour chez les Jazz Messengers, il décide sous peu d’entamer sa propre aventure en trio et commence à enregistrer dans ce format. Le succès commercial ne sera pas au rendez-vous malgré la qualité musicale des albums et Timmons continuera à enregistrer à droite à gauche avec Lee Morgan ou Johnny Griffin, anciens camarades du groupe d'Art Blakey. En 1966, il enregistre au vibraphone.
Petit à petit sa carrière déclinant, Timmons tombe dans l’alcoolisme et meurt d’une cirrhose en 1974 à l’âge de 38 ans. Son influence sur les pianistes des générations suivantes se retrouve chez Ramsey Lewis ou encore Benny Green et son style ancré dans le blues est apprécié par de nombreux amateurs de jazz.

## Style
Le jeu de Bobby Timmons est très influencé par le bebop, le blues et le gospel. Il joue régulièrement en Block chords et en octaves, même sur tempo rapide.

## Discographie

### En tant que leader ou coleader
- 1957 : Jenkins, Jordan and Timmons (en)
- 1960 : This Here Is Bobby Timmons
- 1960 : Soul Time (en)
- 1960 : Easy Does It (en)
- 1961 : In Person (en)
- 1962 : Sweet and Soulful Sounds (en)
- 1963 : Born to Be Blue! (en)
- 1964 : From the Bottom (en)
- 1964 : Little Barefoot Soul (en)
- 1964 : Holiday Soul (en)
- 1964 : Chun-King (en)
- 1964 : Workin' Out! (en)
- 1965 : Chicken & Dumplin's (en)
- 1966 : The Soul Man! (en)
- 1966 : Soul Food (en)
- 1967 : Got to Get It! (en)
- 1968 : Do You Know the Way? (en)

### En tant que sideman
Avec Chet Baker
- 1956 : Chet Baker Quintette
  - Chet Baker & Crew
  - Chet Baker Big Band

Avec Kenny Dorham
- 1956 : 'Round About Midnight at the Cafe Bohemia, vol. 1, 2 et 3
- 1962 : Matador

Avec Anthony Ortega
- 1956 : Jazz for Young Moderns

Avec Maynard Ferguson
- 1957 : Boy with Lots of Brass

Avec Curtis Fuller
- 1957 : The Opener

Avec Hank Mobley
- 1957 : Hank

Avec Lee Morgan
- 1957 : The Cooker
- 1960 : Lee-Way

Avec Sonny Stitt
- 1957 : Personal Appearance

Avec Pepper Adams
- 1958 : 10 to 4 at the 5 Spot

Avec Art Blakey
- 1958 : Moanin'
  - 1958 - Paris Olympia
  - Au Club St. Germain, vol. 1, 2 et 3
- 1959 : At the Jazz Corner of the World, vol. 1 et 2
  - Les Liaisons dangereuses 1960 (bande originale)
- 1960 : The Big Beat
  - A Night in Tunisia
  - Like Someone in Love
  - Meet You at the Jazz Corner of the World, vol. 1 et 2
- 1961 : Tokyo 1961
  - Pisces
  - The Witch Doctor
  - The Freedom Rider
  - Roots & Herbs
  - Art Blakey!!!!! Jazz Messengers!!!!!

Avec Kenny Burrell
- 1958 : Blue Lights, vol. 1 et 2
- 1958 : On View at the Five Spot Cafe

Avec Benny Golson
- 1958 : Benny Golson and the Philadelphians

Avec Cannonball Adderley
- 1959 : The Cannonball Adderley Quintet in San Francisco
- 1960 : Them Dirty Blues

Avec Art Farmer
- 1959 : Brass Shout

Avec Nat Adderley
- 1960 : Work Song

Avec Joe Alexander
- 1960 : Blue Jubilee

Avec Arnett Cobb
- 1960 : More Party Time
  - Movin' Right Along

Avec Johnny Griffin
- 1960 : The Big Soul-Band

Avec Sam Jones
- 1959 : The Soul Society

Avec Dizzy Reece
- 1960 : Comin' On!

Avec The Young Lions (en)
- 1960 : The Young Lions

Avec The Riverside Jazz Stars
- 1961 : A Jazz Version of Kean

Avec Johnny Lytle (en)
- 1961 : Nice and Easy